# 5 (álbum de Vicentico)
5 es el nombre del quinto álbum de estudio del cantante y compositor argentino Vicentico. Fue lanzado al mercado por Sony Music el día martes 25 de septiembre de 2012, y el mismo día alcanzó el disco de platino en Argentina. El álbum fue producido por Cachorro López.
Contiene nuevas composiciones del artista, y tres versiones de canciones de otros artistas que son: «Não Se Afaste De Mim» de Roberto Carlos, «Esto de quererte» de Xuxa y «The Winner Takes It All» de ABBA (versión Pimpinela).
Este álbum cuenta con la participación de su esposa Valeria Bertuccelli  en dos canciones: «No te apartes de mí» y «Esto de quererte». El primer sencillo del álbum fue «Creo que me enamoré», el cual ingresó al top 5 en la radio la primera semana, y luego convirtiéndose en #1 en Argentina.

## Lista de canciones
| N.º | Título                                            | Escritor(es)                                                                   | Duración |  |
| 1.  | «Creo que me enamoré»                             | Vicentico · Cachorro López                                                     | 3:11     |  |
| 2.  | «No te apartes de mí» (con Valeria Bertuccelli)   | Roberto Carlos · Erasmo Carlos Adapt. al español: Luis Gómez-Escolar           | 3:26     |  |
| 3.  | «Un diamante»                                     | Vicentico                                                                      | 3:36     |  |
| 4.  | «Soldado de Dios»                                 | Vicentico · Cachorro López                                                     | 2:54     |  |
| 5.  | «Nada va a cambiar»                               | Vicentico · Cachorro López                                                     | 3:35     |  |
| 6.  | «La tormenta»                                     | Vicentico · Cachorro López                                                     | 3:35     |  |
| 7.  | «Esto de quererte» (con Valeria Bertuccelli)      | Christian De Walden · Graciela Carballo · Max Di Carlo                         | 3:46     |  |
| 8.  | «Sólo hay un ganador» («The Winner Takes It All») | Benny Andersson · Björn Ulvaeus Adapt. al español: Joaquín Galán · Lucía Galán | 3:35     |  |
| 9.  | «Fuego»                                           | Vicentico · Cachorro López                                                     | 3:41     |  |
| 10. | «Fuera del mundo»                                 | Vicentico · Sebastián Schon                                                    | 3:45     |  |
| 11. | «Carta a un joven poeta»                          | Vicentico · Cachorro López                                                     | 3:18     |  |

## Posicionamiento en las listas
| País      | Lista                 | Posición máxima alcanzada | Fecha              | Fuente |
| --------- | --------------------- | ------------------------- | ------------------ | ------ |
| Argentina | CAPIF ranking mensual | 1                         | septiembre de 2012 | [ 1 ]  |

### Anuales
| Listas (2012)     | Mejor posición |
| ----------------- | -------------- |
| Argentina (CAPIF) | 9              |

## Sucesiones
| Predecesor: Sueño dorado de Abel Pintos | CAPIF Ranking mensual — Álbum N.° 1 septiembre de 2012 | Sucesor: El calor del pleno invierno de No Te Va Gustar |